# Alexander Forrest

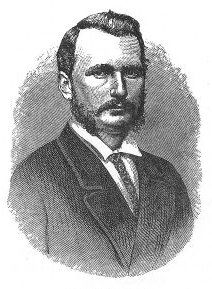
Alexander Forrest.

Alexander Forrest, född 22 september 1849, död 20 juni 1918, var en australisk upptäcktsresande och politiker. Han var bror till John Forrest.
Forrest deltog på 1870-talet i ett flertal expeditioner för utforskande av de okända delarna av Australien och deras ekonomiska möjligheter, särskilt med avseende på jordbruk och boskapsskötsel. Under 1880- och 1890-talen företrädde Forrest som politiker en grupp lantbrukstullvänner.